# Ray Nitschke
Raymond Ernest Nitschke (Elmwood Park, Illinois, 29 de diciembre de 1936 – Venice, Florida, 8 de marzo de 1998), más conocido como Ray Nitschke, fue un jugador profesional estadounidense de fútbol americano que se desempeñó en la posición de linebacker en la National Football League (NFL). Es miembro del Salón de la Fama del Fútbol Americano Profesional.

## Carrera
Nitschke jugó como profesional quince temporadas en Green Bay Packers (1958-1972), equipo en el que se retiró.

## Reconocimiento
El 28 de julio de 1978, ingresó como miembro al Salón de la Fama del Fútbol Americano Profesional.